# Ермаченков, Василий Васильевич
Василий Васильевич Ермаче́нков (20 марта (2 апреля) 1906, Тёмкино, Юхновский уезд, Смоленская губерния, Российская империя — 2 июня 1963, Ленинград, РСФСР, СССР) — советский военачальник, военный лётчик. Командующий Военно-воздушными силами Черноморского флота (1942—1945), Командующий Военно-воздушными силами Балтийского флота (1939—1941), генерал-полковник авиации (1944). Один из первых кавалеров Ордена Ушакова 1 степени (1944).

## Биография
Родился Василий в семье железнодорожников «в железнодорожной будке» на станции Тёмкино в Смоленской губернии, в 1919 году окончил семилетнюю школу, работал столяром в железнодорожной мастерской, учился в школе рабочей молодёжи. В 1925 году В. В. Ермаченков вступил в ВКП(б), работал в уездном совете и в суде, в сентябре 1930 поступил в Московский электротехникум, окончил два курса.

### Перед войной
В мае 1931 года В. В. Ермаченков вступил в РККА, был направлен в Первую военную школу лётчиков, которую окончил в июле 1932 года. С августа 1932 года В. В. Ермаченков — пилот 74-й, затем 32-й эскадрильи. С декабря 1933 года — командир звена, с августа 1937 года — отряда, с января 1938 года — 32-й эскадрильи Балтийского флота (КБФ). В мае 1938 назначен командиром авиабригады Тихоокеанского флота, участник боёв у озера Хасан, затем дослужился до заместителя командующего ВВС Тихоокеанского флота. В октябре 1939 года назначен командующим ВВС КБФ, участник Советско-финской войны. Командуя ВВС КБФ, В. В. Ермаченков одновременно учился на КУВНАС при Военно-морской академии с ноября 1940 года по январь 1941 года.

### Великая Отечественная война
В начале Великой Отечественной войны В. В. Ермаченков на той же должности, с июля 1941 года — заместитель командующего ВВС Черноморского флота (ЧФ). В начале войны принимал участие в обороне Одессы, где под его руководством был создан воздушный пункт управления, с которого Ермаченков руководил действиями авиации в борьбе за город. После эвакуации Одессы и назначением командующим ВВС ЧФ генерал-майора авиации Николая Острякова, который подавляющую часть времени проводил в осаждённом Севастополе, Ермаченков создал вспомогательный пункт управления ВВС ЧФ в Геленджике, откуда фактически самостоятельно руководил всей остальной боевой работой черноморской авиации. После гибели Н. А. Острякова с мая 1942 года и до конца войны — командующий ВВС Черноморского флота, одновременно в апреле—июне 1942 года командующий ВВС Севастопольского оборонительного района. В. И. Воронов вспоминал о нём:

Генерала В. В. Ермаченкова летчики за глаза с уважением и гордостью называли Ермак. И действительно, своей внешностью, могучей фигурой, крупными, красивыми чертами лица он чем-то напоминал легендарного Ермака, с его силой и удалью. Василий Васильевич пользовался большим уважением и непререкаемым авторитетом у командования флота, командиров взаимодействующих соединений сухопутных войск и военно-воздушных сил.
По общему признанию всех, кто его знал и видел в деле, Ермаченков был сильной, незаурядной личностью, В самые тяжелые периоды войны — при отступлении и обороне Одессы, Севастополя, Кавказа — он никогда не терял присутствия духа, бодрости и уверенности в победе, отличался сильной волей и неиссякаемой энергией, способностью организовать выполнение самых сложных боевых задач. Так, например, после оставления Крыма в небывало короткие сроки на Кавказском побережье была создана сеть аэродромов для базирования черноморской авиации. В решении столь сложной и важной задачи следует отметить прежде всего организаторский талант и настойчивость командующего…

Ермаченков часто бывал на аэродромах, встречался с личным составом. Он хорошо знал состояние дел в каждом полку, кадры летного состава, с большим уважением относился к опытным и смелым воздушным бойцам. Среди летного состава о нём ходила добрая слава. Его уважали и в то же время побаивались, зная его высокую требовательность и нетерпимость к ошибкам.— Воронов В.И «Морские истребители» .
В. В. Ермаченков участвовал в обороне Одессы, обороне Севастополя, обороне Крыма, Керченско-Феодосийской десантной операции, битве за Кавказ, Новороссийско-Таманской операции, Керченско-Эльтигенской десантной операции, Крымской операции и Ясско-Кишинёвской операции.
16 мая 1944 года вышел первый Указ Президиума Верховного совета СССР о награждении, за успешные действия при освобождении Крыма, орденом Ушакова I степени контр-адмирала Болтунова и генерал-лейтенанта авиации Ермаченкова. Командующий авиацией Черноморского флота Василий Васильевич Ермаченков умело координировал действия военно-воздушных сил с наземными операциями советских войск. Морская авиация систематически уничтожала корабли противника в открытом море и в портах, мощным ударам с воздуха подвергались и тылы фашистов. Особенно отличились летчики В. В. Ермаченкова при освобождении от гитлеровских войск Крыма. Поддержка с воздуха наступающих частей Красной Армии сыграла значительную роль в успехе всей операции по очищению полуострова от фашистов. Но знак ордена Ушакова I степени № 1 был вручен адмиралу В. Ф. Трибуцу, командовавшему тогда Краснознаменным Балтийским флотом и награждённому Указом от 22 июля 1944 года.
Как командующий ВВС Черноморского флота принимал активное участие в подготовке и обеспечении безопасности Ялтинской конференции, прошедшей в феврале 1945 года.

### После войны
После войны В. В. Ермаченков на той же должности, с июня 1945 года — начальник штаба и заместитель командующего, с мая 1946 года по март 1947 года — первый заместитель командующего ВВС ВМС, с марта 1947 года В. В. Ермаченков учился в Военно-Воздушной Академии (ВВА), успел прослушать один курс, в декабре 1947 года уволен в запас. 
С декабря 1947 года по май 1949 года — начальник аэропорта Быково в Москве, затем восстановлен в кадрах ВМС. По версии Ф. Чуева, причиной увольнения стал скандальный развод с женой, но по личному указанию И. В. Сталина Ермаченков был восстановлен и в звании, и в должности. 
С мая 1949 года — помощник командующего 45-й воздушной армией, затем 29-й воздушной армией Забайкальского военного округа, фактически работал в ВВА, с июня 1952 года — заместитель начальника воздушного факультета ВВА, с сентября 1955 года — в распоряжении главкома ВМФ, с января 1956 года — помощник начальника ПВО ВМФ по радиотехническим войскам, с июня 1956 года — начальник института № 15 ВМФ, с сентября 1958 года — института ВВС СА, с апреля 1961 года — в распоряжении главкома ВМФ, с августа 1961 года — научный консультант института № 14 ВМФ.
Василий Васильевич трагически погиб 2 июня 1963 года, похоронен на Серафимовском кладбище в Санкт-Петербурге.

## Звания
- генерал-майор авиации — 04.06.1940
- генерал-лейтенант авиации — 18.04.1943
- генерал-полковник авиации — 15.11.1944

## Награды
- Орден Ленина — 1940
- два Ордена Красного Знамени — 1942; 1953
- два Ордена Ушакова 1-й степени — 16.05.1944 (№ 14), 28.07.1945 (№ 35)[9].
- Орден Кутузова 1-й степени — 24.02.1945
- Орден Суворова 2-й степени — 1943
- Орден Красной Звезды — 1940
- Медаль «За боевые заслуги»
- Медаль «За оборону Одессы»
- Медаль «За оборону Севастополя»
- Медаль «За оборону Кавказа»
- Медаль «За победу над Германией в Великой Отечественной войне 1941—1945 гг.»
- Именное оружие — 1956
- другие награды